# Prinzessin-Elisabeth-Station
Koordinaten: 71° 57′ 0″ S, 23° 20′ 49″ O

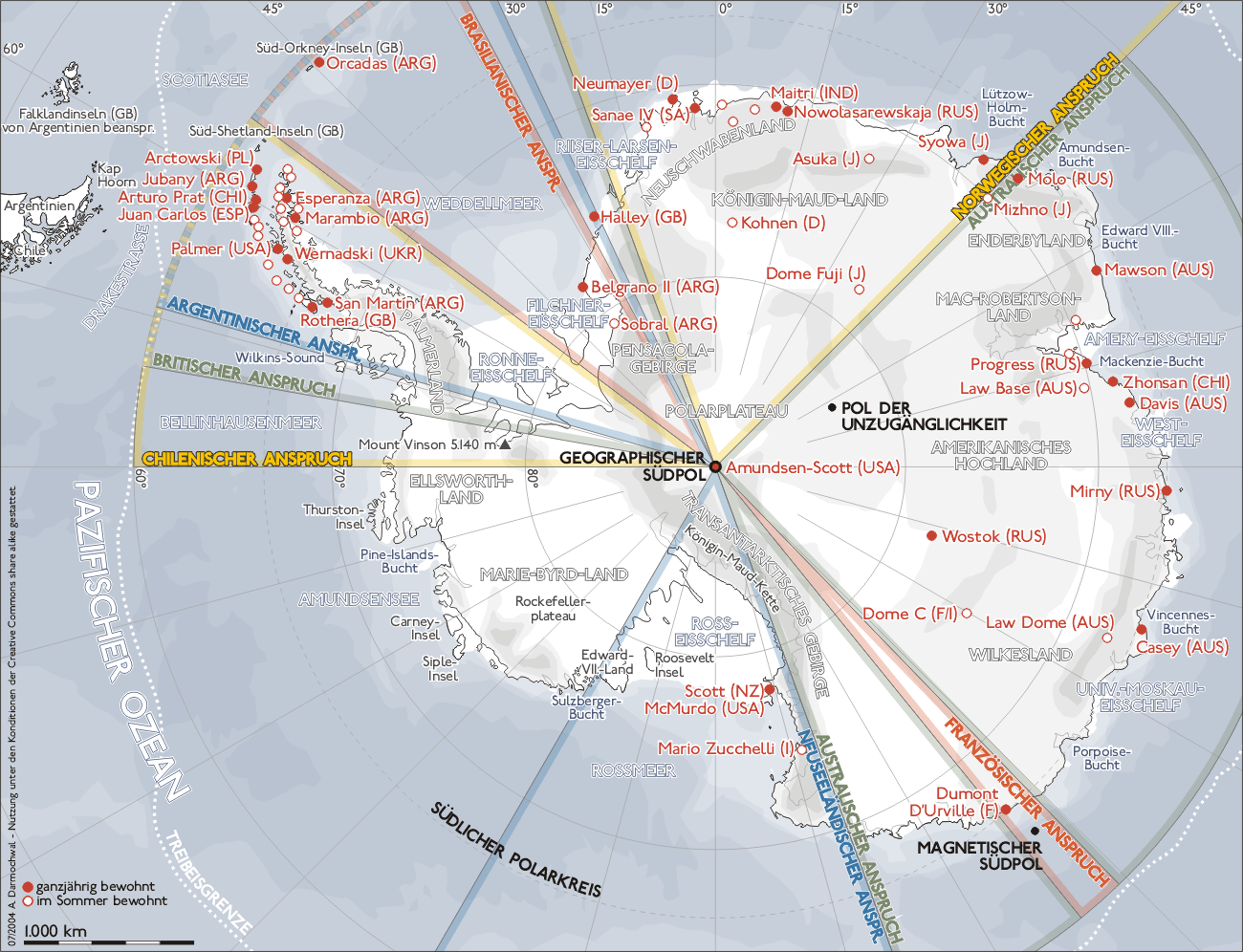
Antarktis, Geografie, Ansprüche und Forschungsstationen

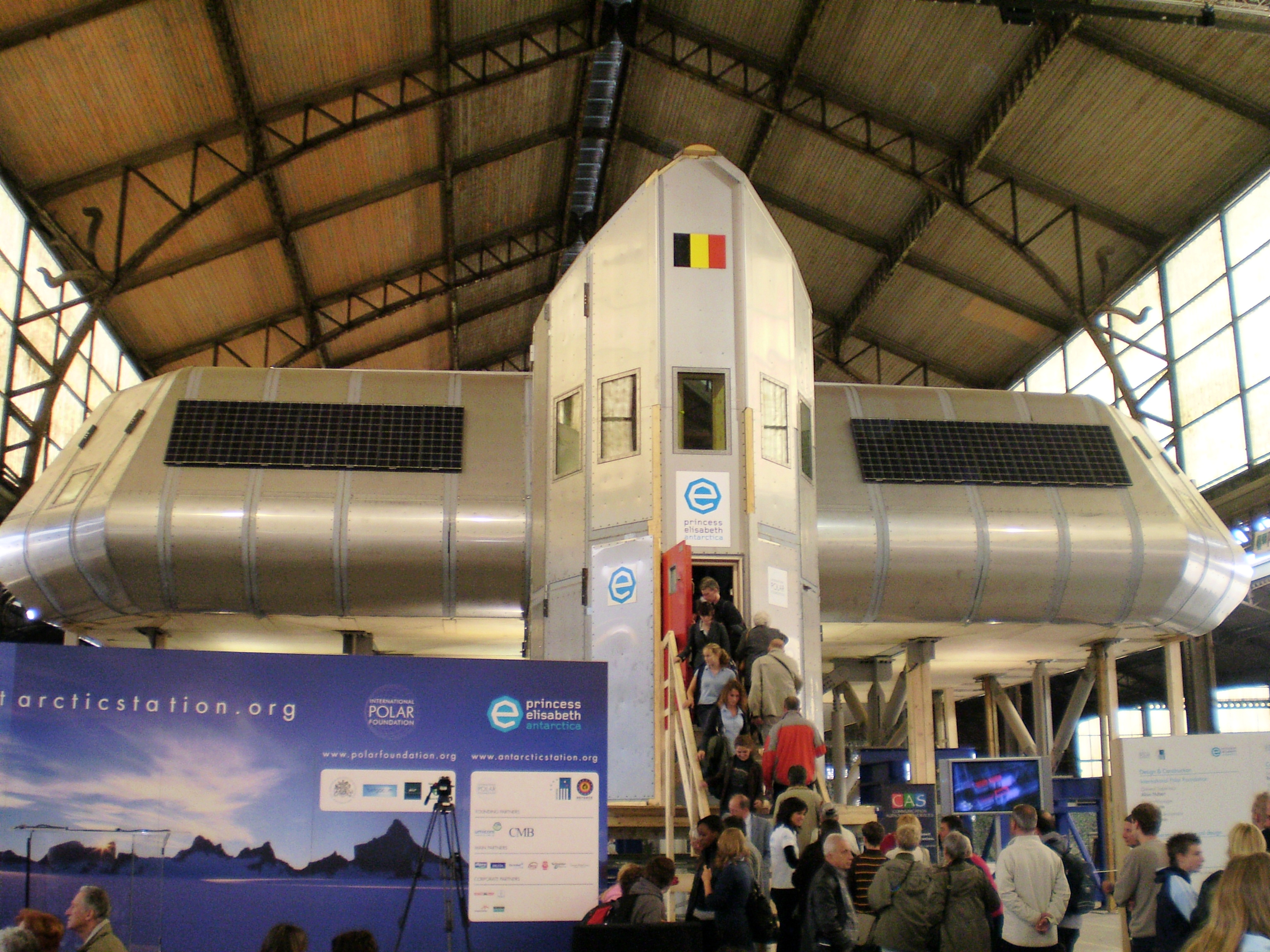
Erste Präsentation der Prinzessin-Elisabeth-Station in der Öffentlichkeit durch den damaligen belgischen Thronfolger Prinz Philipp im September 2007 in Brüssel.

Die Prinzessin-Elisabeth-Station ist eine belgische Polarforschungsstation, die während des Internationalen Polarjahres 2007–2008 am Utsteinen im Hinterland der Prinzessin-Ragnhild-Küste im Königin-Maud-Land, in der Antarktis aufgebaut wurde. Die Station „Prinzessin Elisabeth“ wird ausschließlich durch Solar- und Windkraft mit Energie versorgt. Sie ist die erste energieautarke Null-Emissions-Forschungsstation in der Antarktis. Sie wurde am 15. Februar 2009 eingeweiht.

## Entstehung des Projekts
Nach fast vierzig Jahren ohne direkte belgischen Beteiligung an der Polarforschung in der Antarktis wurde auf Initiative der Internationalen Polarstiftung (IPF) und mit der Unterstützung der Stiftung Fondation Roi Baudouin beschlossen, zum fünfzigsten Jahrestag der Eröffnung der ersten belgischen Polarstation Base antarctique Roi Baudouin in der Antarktis eine neue belgische wissenschaftliche Polarforschungsstation zu bauen.

## Lage
Das felsige Gelände, auf dem die Station erbaut wurde, befindet sich in 1400 m Höhe über dem Meeresspiegel 180 km von der Küste entfernt, in einem von Norwegen beanspruchten Gebiet zwischen der japanischen Shōwa-Station (Syôwa) und der russischen Station Nowolasarewskaja, die 1500 km voneinander entfernt sind.

## Finanzierung
Die Kosten für den Bau der Station werden 6,4 Millionen Euro betragen, zwei Millionen Euro davon werden von der belgischen Regierung getragen, die restlichen 4,4 Millionen Euro werden von privaten Sponsoren übernommen sowie durch Spenden finanziert.

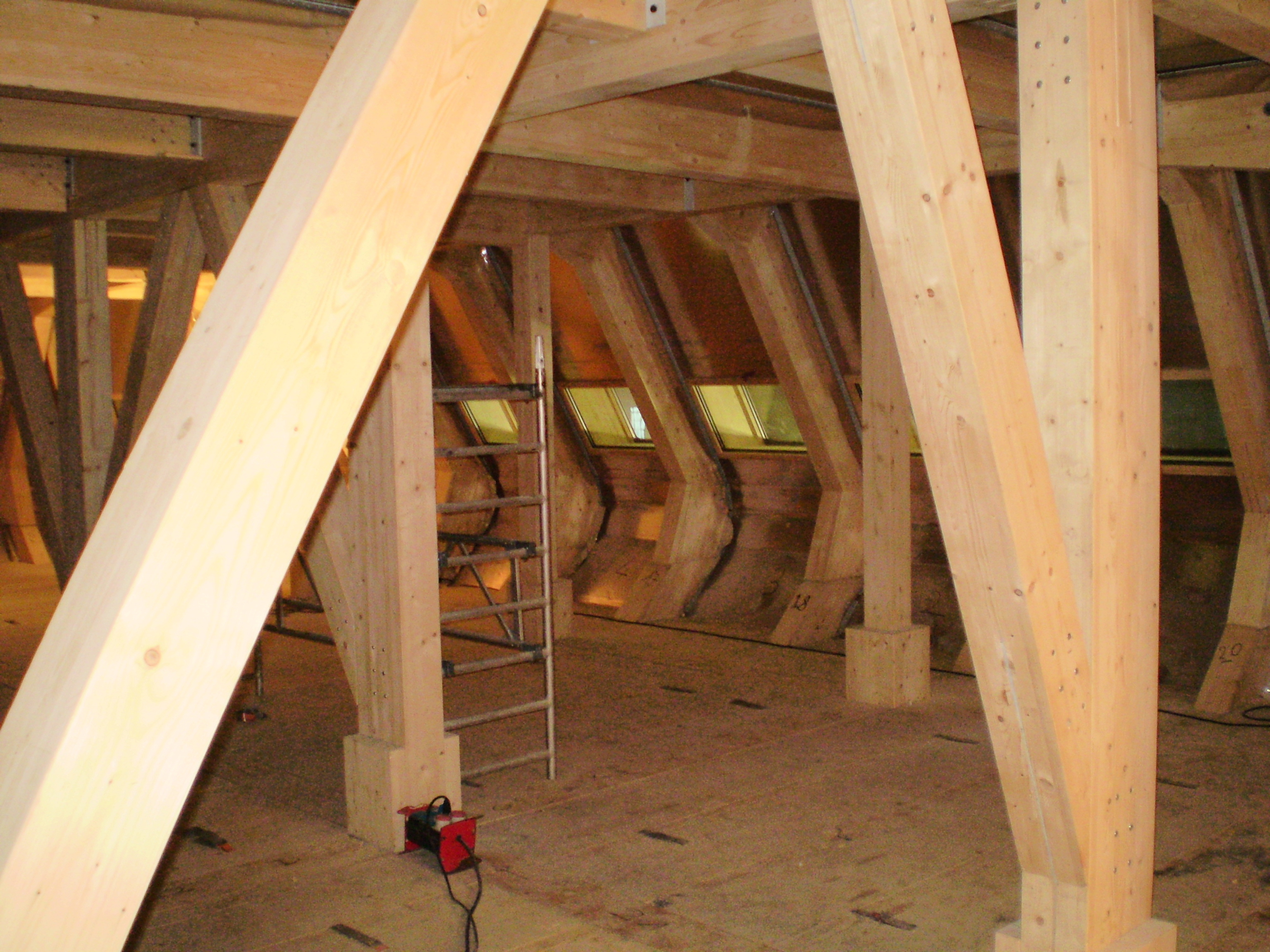
Holzkonstruktion als Tragwerk im Innern der Station

Das belgische Ministerium für Wissenschaftspolitik hat für 2008 und 2009 drei Millionen Euro für die Forschungsprogramme bereitgestellt und Fördergelder in Höhe von sechs Millionen Euro für den Zeitraum von 2006 bis 2010 zugesagt.

## Konstruktion
Das aerodynamisch gestaltete Gebäude der Station besteht zu achtzig Prozent aus Holz, für die Außenwände wurden Brettsperrholz-Paneele aus Fichtenholz verwendet, dazwischen ist eine vierzig Zentimeter dicke Schicht aus Schaumpolystyrol und Graphit zur Wärmedämmung angeordnet. Die Holzpaneele sind durch Kanthölzer aus Buchenholz verbunden.
Solarzellen an den Wänden und auf dem Dach der Station sowie acht Windkrafträder stellen die Stromversorgung sicher. Für den Notfall steht ein Dieselgenerator zur Verfügung. Die Wärmeabstrahlung der Haustechnik und der Besatzung wird wiedergewonnen. Drei Viertel der Abwässer werden wiederaufbereitet.
Zwölf Forscher werden in der Station auf einer Nutzfläche von 700 m² Forschungen auf verschiedenen Gebieten durchführen, darunter Meteorologie, Glaziologie, die Erforschung des Erdmagnetismus, Forschungen zur Mikrobiologie sowie Untersuchungen zum Thema „Klimawandel“.
Die Prinzessin-Elisabeth-Station ist für eine Nutzungsdauer von 25 Jahren, und damit für einen fast doppelt so langen Zeitraum wie andere Stationen konzipiert.
Die Station wurde nach Kronprinzessin Elisabeth von Belgien, der am 25. Oktober 2001 geborenen Tochter des belgischen Königs Philippe und seiner Frau Mathilde benannt.